# Éterville
Éterville település Franciaországban, Calvados megyében. Lakosainak száma 1567 fő (2022. január 1.). Éterville Bretteville-sur-Odon, Fontaine-Étoupefour, Louvigny, Maltot és Verson községekkel határos.

## Népesség
A település népességének változása:
| Lakosok száma | 319  | 493  | 766  | 1312 | 1570 | 1580 | 1631 | 1653 | 1644 | 1567 |
|               | 1968 | 1982 | 1990 | 2006 | 2013 | 2015 | 2017 | 2019 | 2020 | 2022 |